# یواس‌اس ربال (اس‌پی-۱۱۹۵)
یواس‌اس ربال (اس‌پی-۱۱۹۵) (به انگلیسی: USS Rhebal (SP-1195)) یک کشتی بود که طول آن ۵۲ فوت ۴ اینچ (۱۵٫۹۵ متر)، و سرعتش ۱۶ گره دریایی بود. این کشتی در سال ۱۹۱۷ ساخته شد.